# Gastrotheca cornuta
Gastrotheca cornuta es una especie de anfibios de la familia Hemiphractidae.
Habita en las costas del Pacífico de Ecuador, Colombia y el este de Panamá, y en las del Caribe del oeste de Panamá y la zona adyacente de Costa Rica.
Su hábitat natural incluye bosques bajos y secos y ríos.
Está amenazada de extinción por la pérdida de su hábitat natural y la quitridiomicosis.